# Lays-sur-le-Doubs
Lays-sur-le-Doubs is een gemeente in het Franse departement Saône-et-Loire (regio Bourgogne-Franche-Comté) en telt 123 inwoners (2005). De plaats maakt deel uit van het arrondissement Louhans.

## Geografie
De oppervlakte van Lays-sur-le-Doubs bedraagt 10,6 km², de bevolkingsdichtheid is 11,6 inwoners per km².
De onderstaande kaart toont de ligging van Lays-sur-le-Doubs met de belangrijkste infrastructuur en aangrenzende gemeenten.

## Demografie
Onderstaande figuur toont het verloop van het inwonertal (bron: INSEE-tellingen).